# Leroy Lita
Leroy Halirou Bohari Lita (Kinshasa, República Democrática del Congo, 28 de diciembre de 1984) es un futbolista inglés que juega como delantero en el Barwell F. C. de la Southern Football League.

## Selección nacional
Fue internacional con la selección de fútbol sub-21 de Inglaterra.

## Clubes
| Club                                  | País       | Año       |
| ------------------------------------- | ---------- | --------- |
| Bristol City F. C.                    | Inglaterra | 2002-2005 |
| Reading F. C.                         | Inglaterra | 2005-2009 |
| Charlton Athletic F. C. (cedido)      | Inglaterra | 2008      |
| Norwich City F. C. (cedido)           | Inglaterra | 2008      |
| Middlesbrough F. C.                   | Inglaterra | 2009-2011 |
| Swansea City A. F. C.                 | Gales      | 2011-2014 |
| Birmingham City F. C. (cedido)        | Inglaterra | 2012      |
| Sheffield Wednesday F. C. (cedido)    | Inglaterra | 2013      |
| Brighton & Hove Albion F. C. (cedido) | Inglaterra | 2013      |
| Barnsley F. C.                        | Inglaterra | 2014-2015 |
| Notts County (cedido)                 | Inglaterra | 2015      |
| AO Chania F. C.                       | Grecia     | 2015-2016 |
| Yeovil Town F. C.                     | Inglaterra | 2016      |
| Sisaket F. C.                         | Tailandia  | 2017      |
| Margate F. C.                         | Inglaterra | 2018      |
| Salisbury F. C.                       | Inglaterra | 2019      |
| Chelmsford City F. C.                 | Inglaterra | 2019-2020 |
| Nuneaton Borough F. C.                | Inglaterra | 2020-2022 |
| Stratford Town F. C.                  | Inglaterra | 2022      |
| Hednesford Town F. C.                 | Inglaterra | 2022-2023 |
| Ilkeston Town F. C.                   | Inglaterra | 2023      |
| Nuneaton Borough F. C.                | Inglaterra | 2023-2024 |
| Coalville Town F. C.                  | Inglaterra | 2024      |
| Barwell F. C.                         | Inglaterra | 2024-     |